# فرانک ردمن
فرانک ردمن (انگلیسی: Frank Redman؛ اوت ۱۹۰۱ – مارس ۱۹۶۶) فیلم‌بردار اهل ایالات متحده آمریکا بود.

## فیلم‌شناسی
- سیمارون (۱۹۳۱) (تصویربردار)
- هالیوود که دیگر بدرد نمی‌خورد (۱۹۳۲) (تصویربردار)
- ریسمان نقره‌ای (۱۹۳۳) (تصویربردار)
- بدبوم (۱۹۳۹)
- آنی در ویندی پاپلز (۱۹۴۰)
- پرواز برای آزادی (۱۹۴۳)
- این زمین مال من است (۱۹۴۳)
- حکومت دختر (۱۹۴۴)
- دیک تریسی (۱۹۴۵)
- دادگاه جنایی (۱۹۴۶)